# Imja Tse
Imja Tse (w literaturze angielskiej: Island Peak) – szczyt w Himalajach we wschodnim Nepalu. Został nazwany "Island Peak" ("Szczyt-wyspa") przez grupę Erica Shiptona w 1951, gdyż oglądany z Dingboche wygląda jak samotna wyspa pośród morza lodu. W 1983 zmieniono jego nazwę na Imja Tse, lecz nadal często jest nazywany Island Peak.

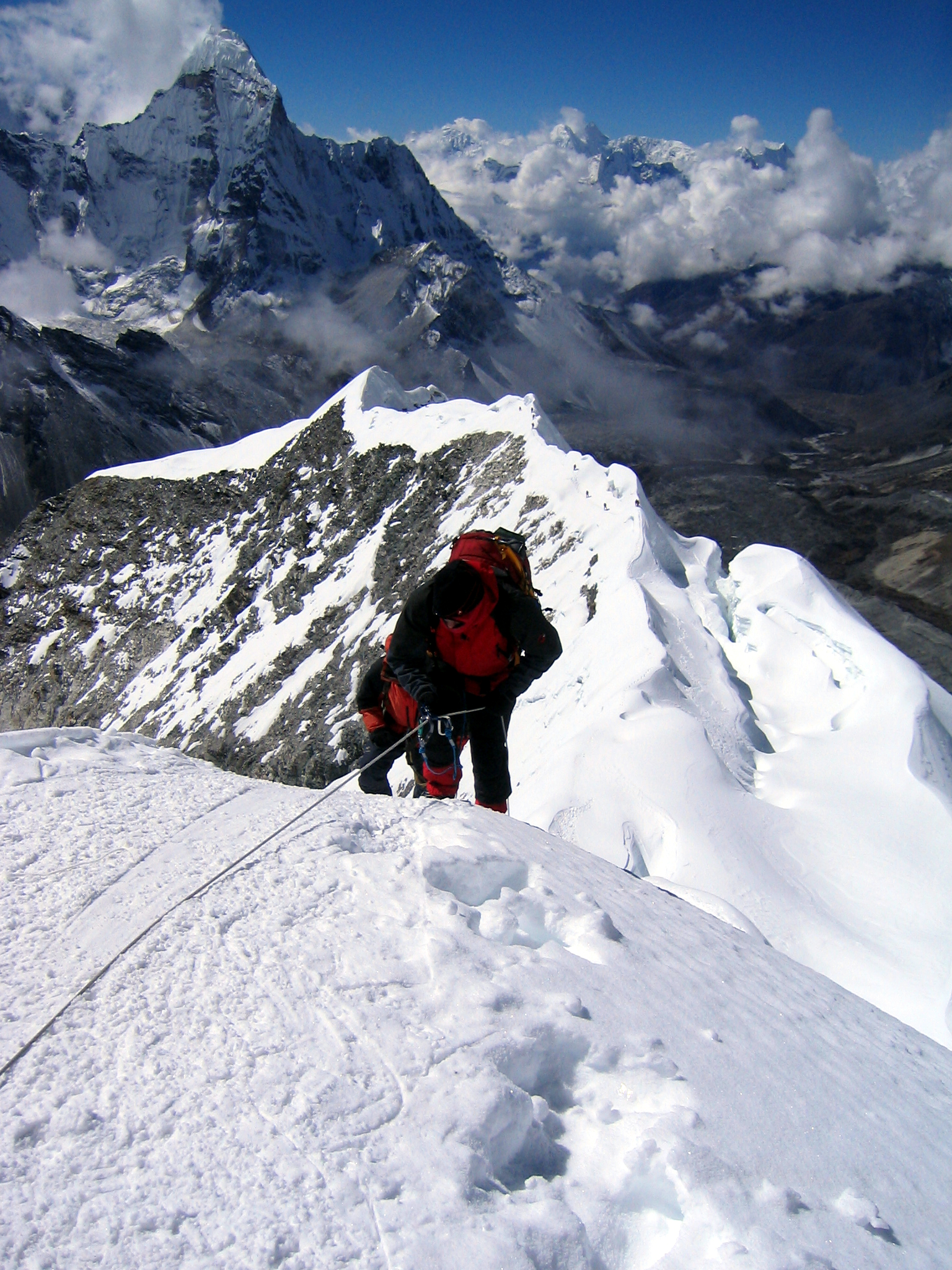
Wspinacze pod szczytem Imja Tse

Po raz pierwszy Imja Tse został zdobyty w 1953 przez brytyjski zespół przed wspinaczką na Mount Everest. W skład zespołu wchodzili: C. Evans, A. Gregory, C. Wylie, Tenzing Norgay i 7 Szerpów.
Pierwszego polskiego wejścia dokonał Juliusz Slaski.
Imja Tse to jeden z najpopularniejszych himalajskich szczytów wysokogórskich, ponieważ wymaga średniego doświadczenia we wspinaczce wysokogórskiej.

## Przypisy

Imja Tse
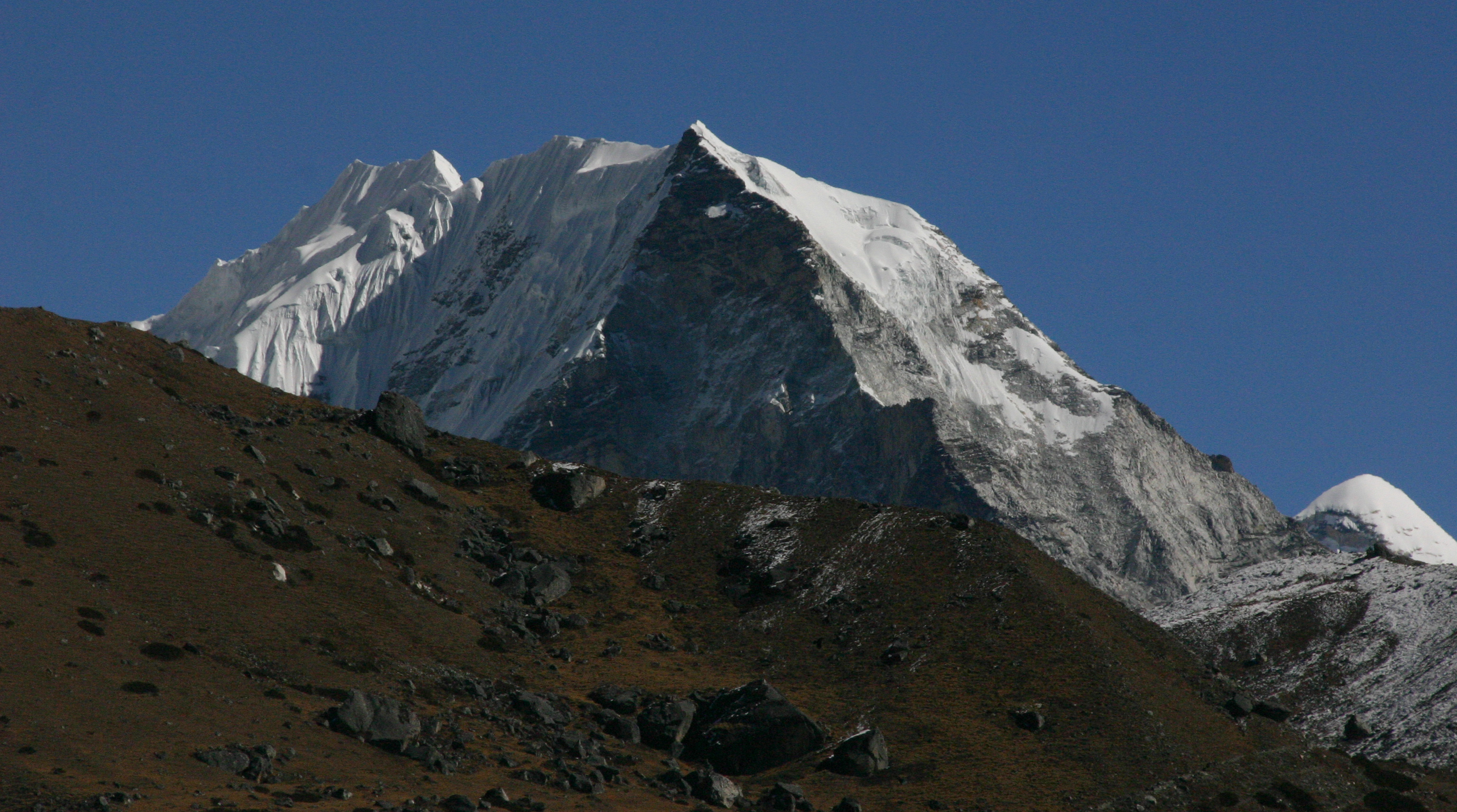
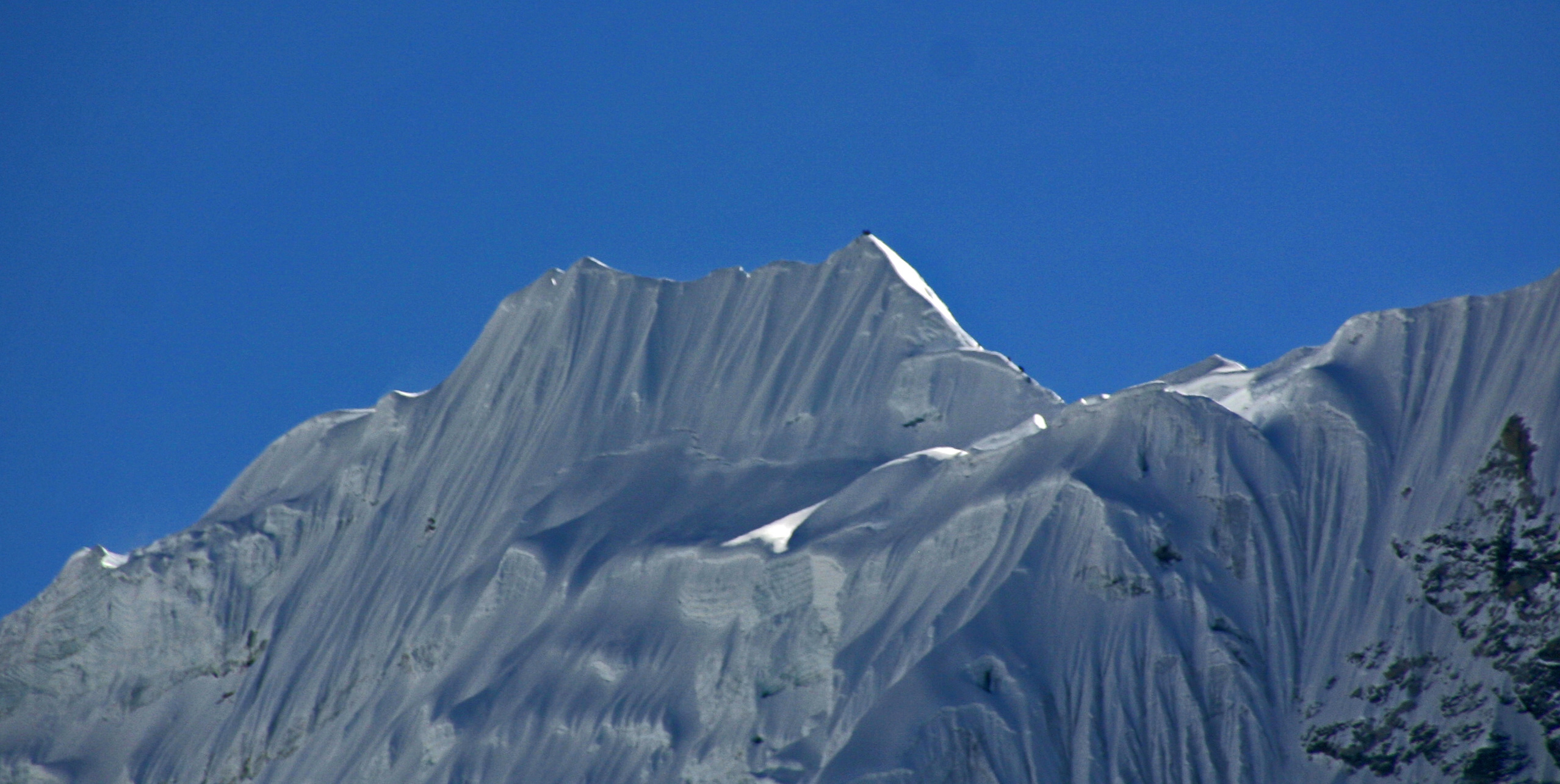
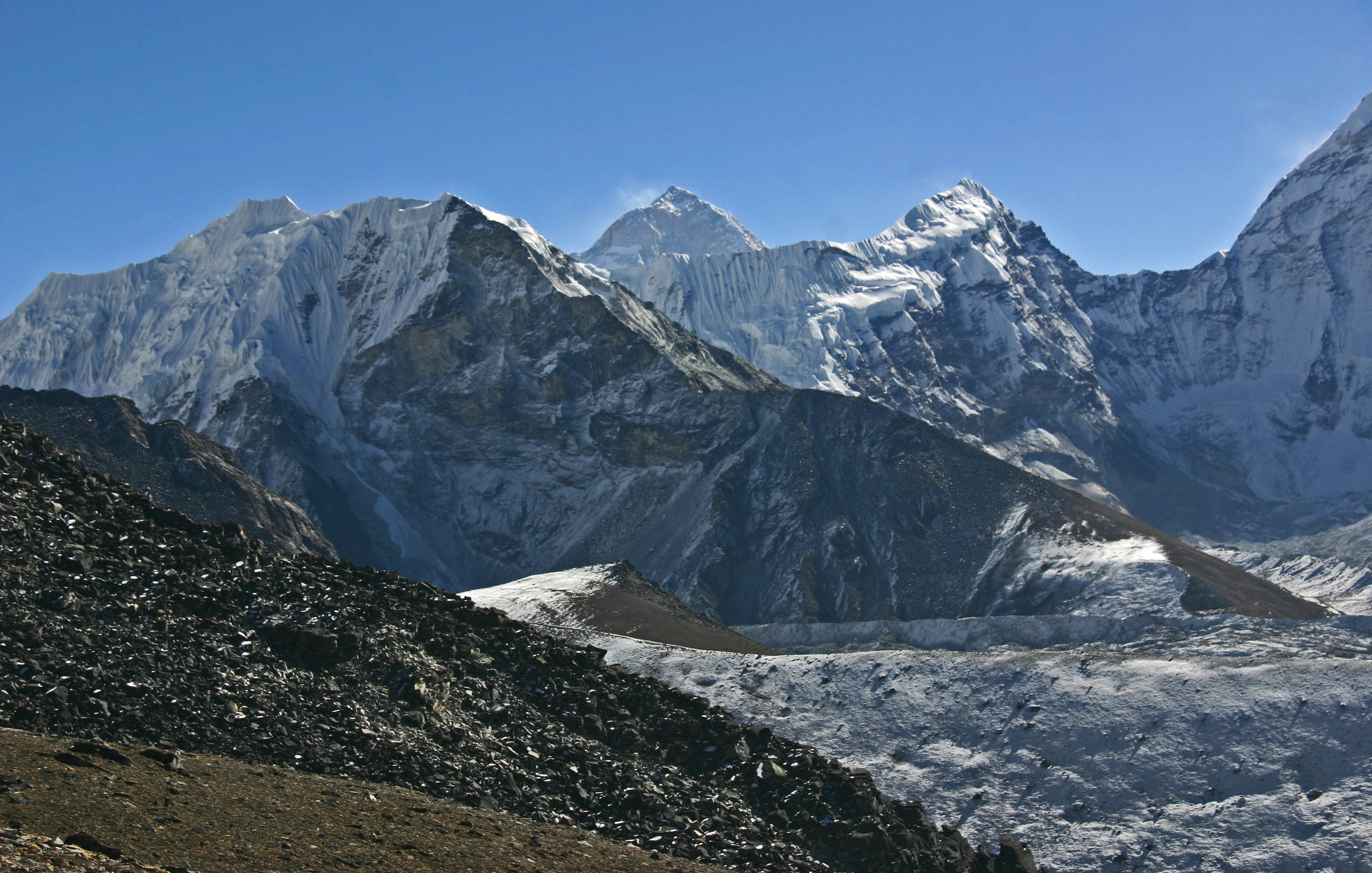
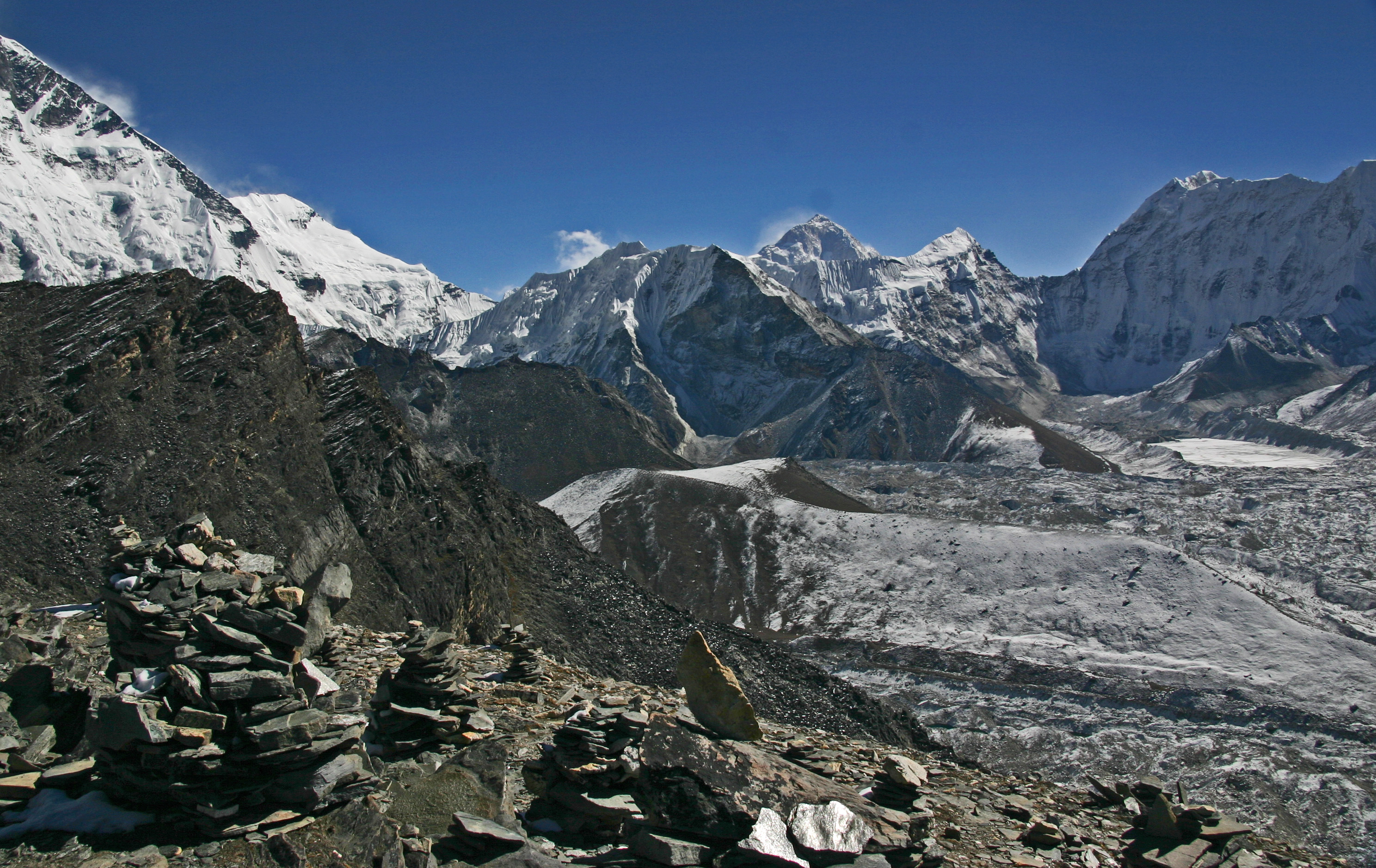
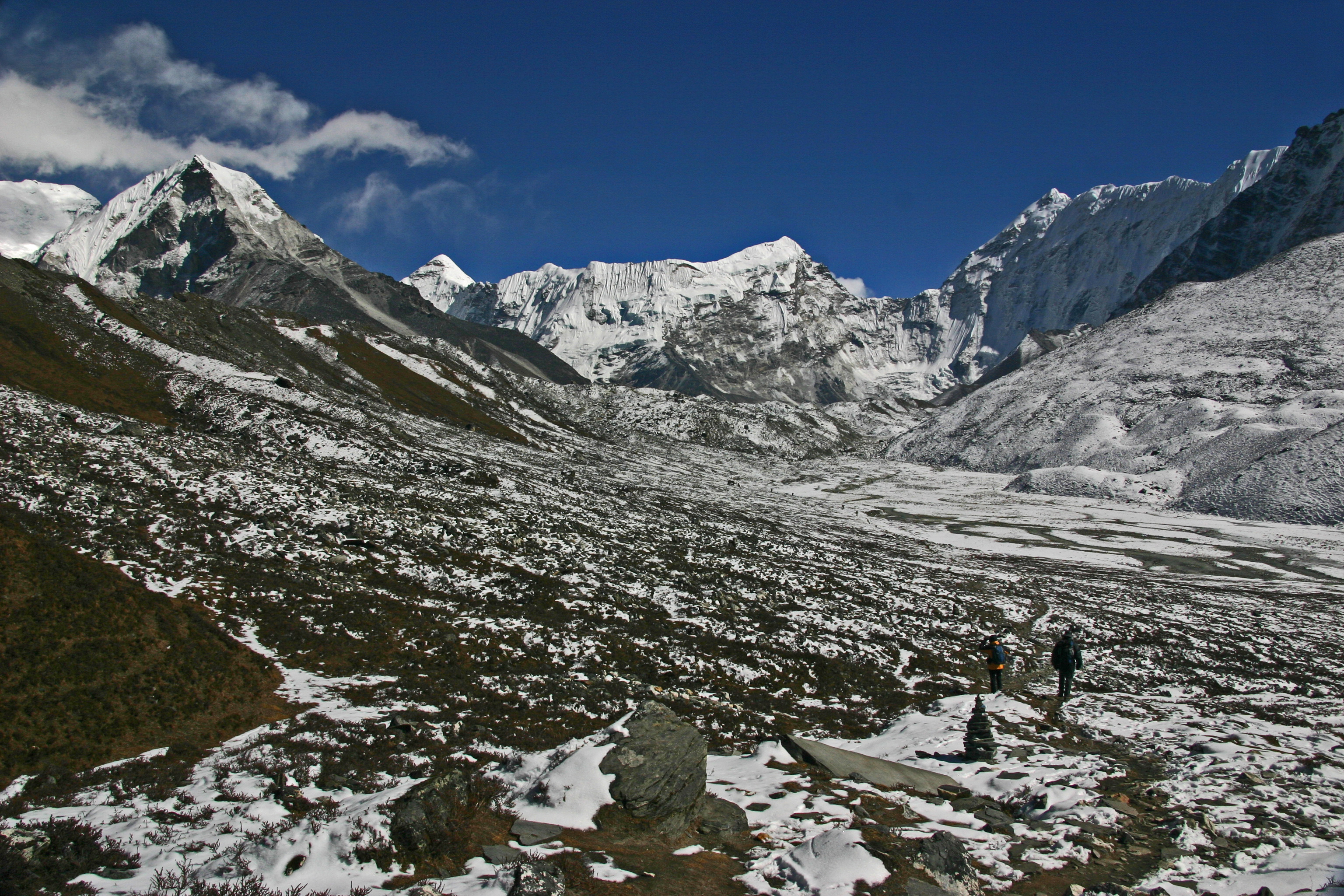
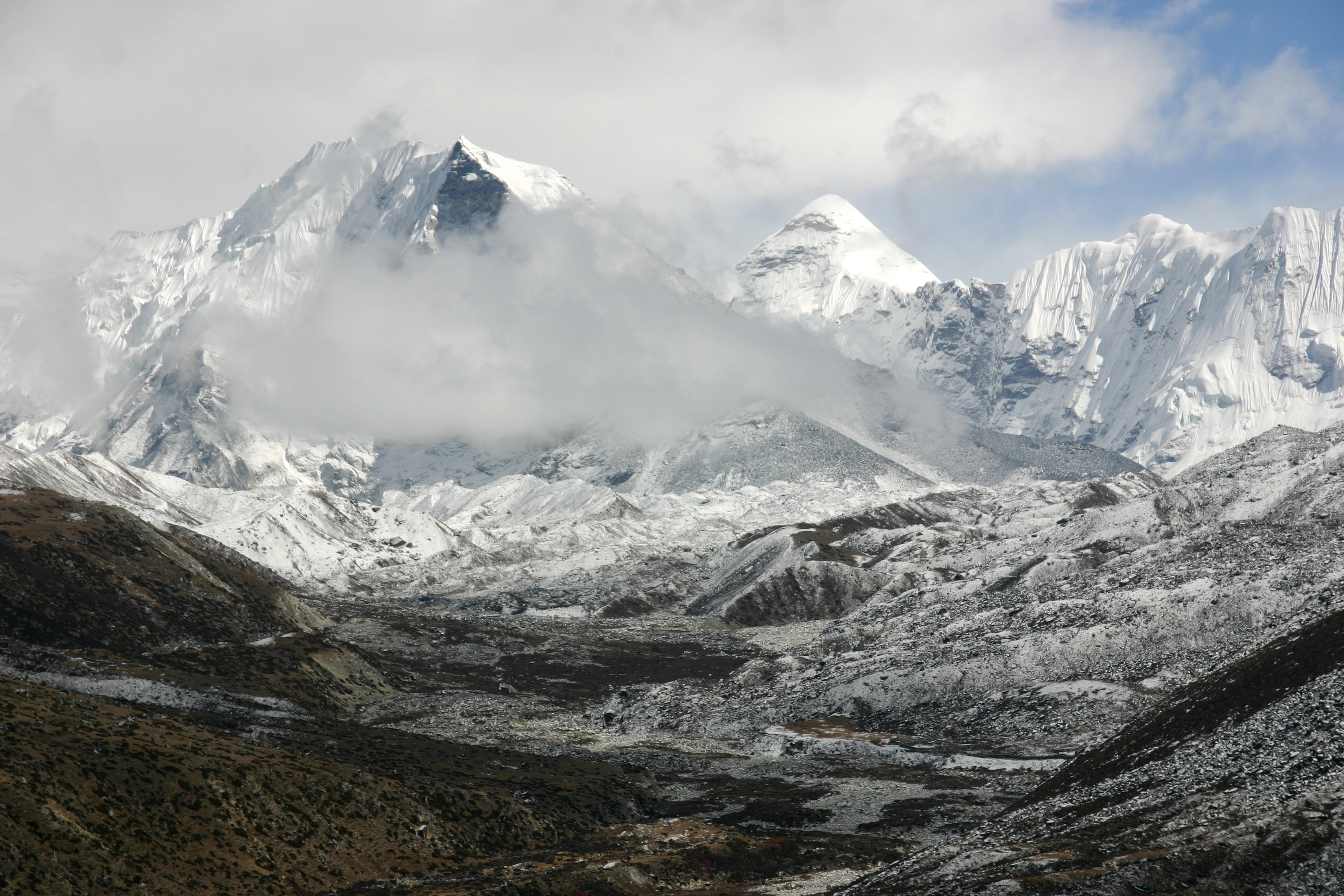
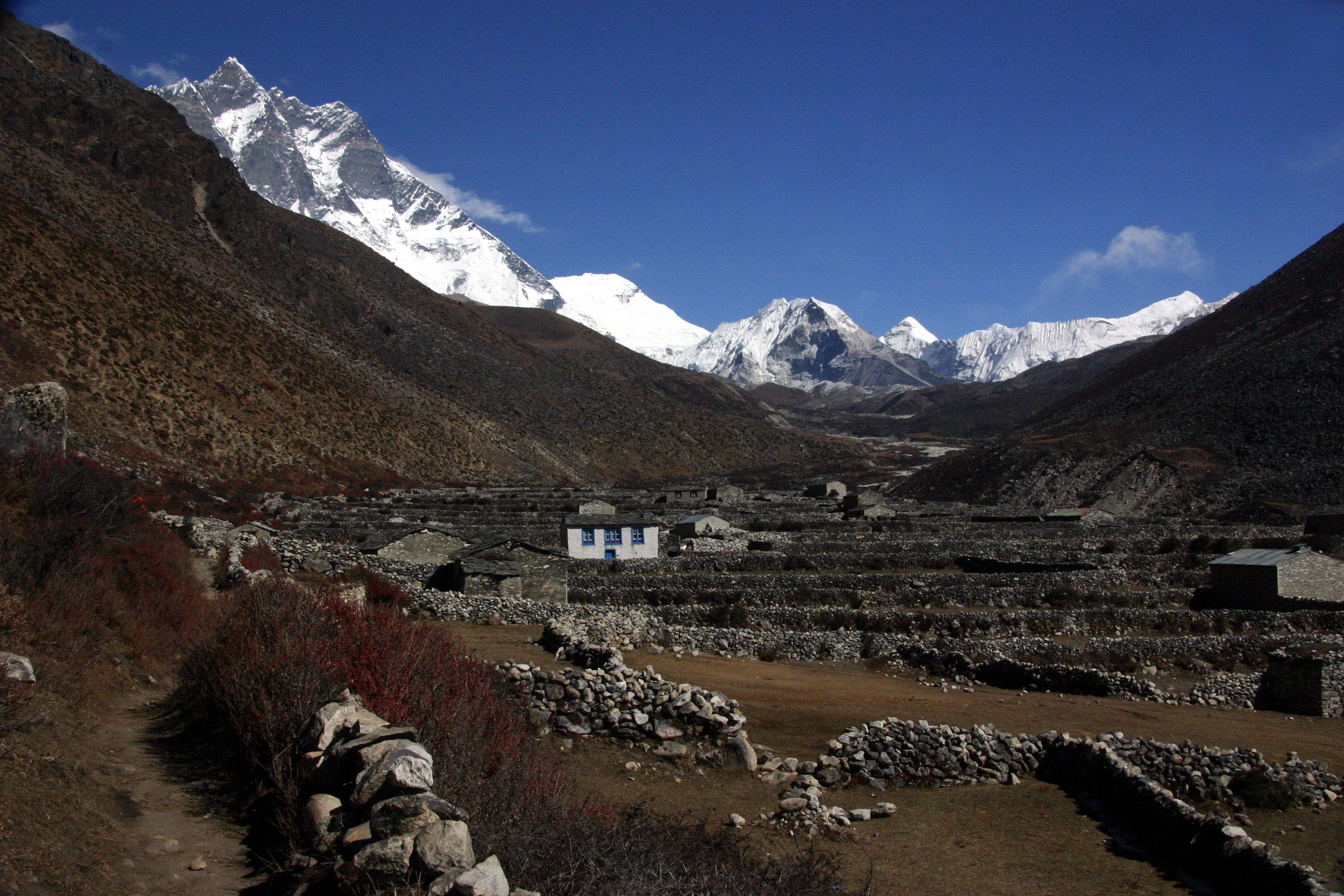